# Distrito electoral federal 1 de Quintana Roo
El Distrito electoral federal 1 de Quintana Roo en México, es uno de los 300 distrito electorales federales en que se divide el país y uno de los 4 distritos en que se divide Quintana Roo. Su cabecera desde 2005 es Playa del Carmen.
El distrito 1 se encuentra en el norte del territorio estatal. Desde el proceso de distritación de 2017 lo conforman 5 municipios, que son: Cozumel, Isla Mujeres, Lázaro Cárdenas, Solidaridad y Tulum.

## Distritaciones anteriores

### Distritación 2005 - 2017
Desde el proceso de redistritación de 2005 llevado a cabo por el Instituto Federal Electoral, por los municipios de Cozumel, Isla Mujeres, Lázaro Cárdenas, Solidaridad, Tulum y la zona rural del de Benito Juárez, es decir todo el territorio a excepción de la Zonas Urbana y Hotelera de Cancún.

### Distritación 1996 - 2005
De 1996 a 2005 el I Distrito estuvo integrado por los mismos municipios, pero incluyendo íntegramente al de Benito Juárez, incluyendo la totalidad de la ciudad de Cancún, que era demás su cabecera.

### Distritación anterior a 1975
Hasta el año de 1975, Quintana Roo tenía la condición de Territorio Federal y no de Estado de la Federación, como territorio tenía únicamente el derecho de elegir a un único diputado al Congreso, por lo cual el I Distrito ocupaba la totalidad del territorio y era denominado Distrito Único del Territorio de Quintana Roo.

## Diputados por el distrito
| Legislatura | Periodo                                           | Diputado                       | Grupo parlamentario                  |
| --- | ------------------------------------------------- | ------------------------------ | ------------------------------------ |
| El Distrito fue creado en 1902 junto con el Territorio de Quintana Roo. Se denominaba "Distrito único".        |                                                   |                                |                                      |
| XXI | 16 de septiembre de 1902-15 de septiembre de 1904 |                                |                                      |
| XXII | 16 de septiembre de 1904-15 de septiembre de 1906 |                                |                                      |
| XXIII | 16 de septiembre de 1906-15 de septiembre de 1908 |                                |                                      |
| XXIV | 16 de septiembre de 1908-15 de septiembre de 1910 |                                |                                      |
| XXV | 16 de septiembre de 1910-15 de septiembre de 1912 |                                |                                      |
| XXVI | 16 de septiembre de 1912-10 de octubre de 1913    | Aurelio D. Canale              |                                      |
| XXVI (bis) | 16 de noviembre de 1913-5 de agosto de 1914       |                                |                                      |
| Constituyente                                                                                                  | 1 de diciembre de 1916-5 de febrero de 1917       | No se eligió diputado          | No se eligió diputado                |
| XXVII | 15 de abril de 1917-31 de agosto de 1918          | Joaquín Lanz Galera            |                                      |
| XXVIII | 1 de septiembre de 1918-31 de agosto de 1920      | Joaquín Lanz Galera            |                                      |
| XXIX | 1 de septiembre de 1920-31 de agosto de 1922      | Enrique M. Barragán            |                                      |
| XXX | 1 de septiembre de 1922-31 de agosto de 1924      | Enrique M. Barragán            |                                      |
| XXXI | 1 de septiembre de 1924-31 de agosto de 1926      | Fernando González Madrid       |                                      |
| XXXII | 1 de septiembre de 1926-31 de agosto de 1928      | Candelario Garza               |                                      |
| XXXIII | 1 de septiembre de 1928-31 de agosto de 1930      | Librado Abitia                 |                                      |
| XXXIV | 1 de septiembre de 1930-26 de octubre de 1931     | Ricardo Suárez Escalante       |                                      |
| XXXIV | 27 de octubre de 1931-1931                        | Manuel Junco C.                |                                      |
| El Distrito único es suprimido en 1931. Es restablecido en 1935.                                               |                                                   |                                |                                      |
| XXXVII | 1 de septiembre de 1937-31 de agosto de 1940      | Diódoro Tejero                 | Partido Nacional Revolucionario      |
| XXXVIII | 1 de septiembre de 1940-31 de agosto de 1943      | Raymundo Sánchez Azueta        | Partido de la Revolución Mexicana    |
| XXXIX | 1 de septiembre de 1943-31 de agosto de 1946      | Arturo González Villarreal     | Partido de la Revolución Mexicana    |
| XL | 1 de septiembre de 1946-31 de agosto de 1949      | Manuel Pérez Ávila             | Partido Revolucionario Institucional |
| XLI | 1 de septiembre de 1949-31 de agosto de 1952      | Abel Pavía González            | Partido Revolucionario Institucional |
| XLII | 1 de septiembre de 1952-31 de agosto de 1955      | Antonio Erales Abdelnur        | Partido Revolucionario Institucional |
| XLIII | 1 de septiembre de 1955-31 de agosto de 1958      | Gastón Pérez Rosado            | Partido Revolucionario Institucional |
| XLIV | 1 de septiembre de 1958-31 de agosto de 1961      | Félix Morel Peyreffite         | Partido Revolucionario Institucional |
| XLV | 1 de septiembre de 1961-31 de agosto de 1964      | Delio Paz Ángeles              | Partido Revolucionario Institucional |
| XLVI | 1 de septiembre de 1964-31 de agosto de 1967      | Luz María Zaleta de Elsner     | Partido Revolucionario Institucional |
| XLVII | 1 de septiembre de 1967-31 de agosto de 1970      | Eliezer Castro Souza           | Partido Revolucionario Institucional |
| XLVIII | 1 de septiembre de 1970-31 de agosto de 1973      | Hernán Pastrana Pastrana       | Partido Revolucionario Institucional |
| XLIX | 1 de septiembre de 1973-5 de enero de 1975        | Jesús Martínez Ross            | Partido Revolucionario Institucional |
| XLIX | 1975-31 de agosto de 1976                         | Sebastián Uc Yam               | Partido Revolucionario Institucional |
| A partir de 1974 pasa a ser el Distrito 1, al elevarse a condición de Estado y por tanto crearse el Distrito 2 |                                                   |                                |                                      |
| L | 1 de septiembre de 1976-31 de agosto de 1979      | Carlos Gómez Barrera           | Partido Revolucionario Institucional |
| LI | 1 de septiembre de 1979-2 de noviembre de 1980    | Pedro Joaquín Coldwell         | Partido Revolucionario Institucional |
| LI | 1980-31 de agosto de 1982                         | Salvador Ramos Bustamante      | Partido Revolucionario Institucional |
| LII | 1 de septiembre de 1982-31 de agosto de 1985      | Sara Muza Simón                | Partido Revolucionario Institucional |
| LIII | 1 de septiembre de 1985-31 de agosto de 1988      | María Cristina Sangri Aguilar  | Partido Revolucionario Institucional |
| LIV | 1 de septiembre de 1988-31 de octubre de 1991     | Elina Coral Castilla           | Partido Revolucionario Institucional |
| LV | 1 de noviembre de 1991-31 de octubre de 1994      | Joaquín Hendricks Díaz         | Partido Revolucionario Institucional |
| LVI | 1 de noviembre de 1994-31 de agosto de 1997       | Sara Muza Simón                | Partido Revolucionario Institucional |
| LVII | 1 de septiembre de 1997-31 de agosto de 2000      | Addy Joaquín Coldwell          | Partido Revolucionario Institucional |
| LVIII | 1 de septiembre de 2000-14 de diciembre de 2001   | Juan Ignacio García Zalvidea   | Partido Acción Nacional              |
| LVIII | 1 de septiembre de 2000-14 de diciembre de 2001   | Juan Ignacio García Zalvidea   | Partido Verde Ecologista de México   |
| LVIII | 15 de diciembre de 2001-31 de agosto de 2003      | Alicia Ricalde Magaña          | Partido Acción Nacional              |
| LIX | 1 de septiembre de 2003-5 de noviembre de 2004    | Félix González Canto           | Partido Revolucionario Institucional |
| LIX | 8 de noviembre de 2004-31 de agosto de 2006       | María Concepción Fajardo Muñoz | Partido Revolucionario Institucional |
| LX | 1 de septiembre de 2006-17 de enero de 2007       | Sara Latife Ruiz Chávez        | Partido Revolucionario Institucional |
| LX | 17 de enero de 2007-27 de febrero de 2007         | Vacante                        | Partido Revolucionario Institucional |
| LX | 27 de febrero de 2007-28 de enero de 2009         | Sara Latife Ruiz Chávez        | Partido Revolucionario Institucional |
| LX | 28 de enero de 2009-31 de agosto de 2009          | Vacante                        | Partido Revolucionario Institucional |
| LXI | 1 de septiembre de 2009-25 de marzo de 2010       | Roberto Borge Angulo           | Partido Revolucionario Institucional |
| LXI | 25 de marzo de 2010-31 de agosto de 2012          | Susana Hurtado Vallejo         | Partido Revolucionario Institucional |
| LXII | 1 de septiembre de 2012-14 de agosto de 2015      | Román Quian Alcocer            | Partido Revolucionario Institucional |
| LXII | 14 de agosto de 2015-31 de agosto de 2015         | Vacante                        | Partido Revolucionario Institucional |
| LXIII | 1 de septiembre de 2015-1 de abril de 2018        | José Luis Toledo Medina        | Partido Revolucionario Institucional |
| LXIII | 1 de abril de 2018-20 de junio de 2018            | Vacante                        | Partido Revolucionario Institucional |
| LXIII | 20 de junio de 2018-31 de agosto de 2018          | José Luis Toledo Medina        | Diputado sin partido                 |
| LXIV | 1 de septiembre de 2018-31 de agosto de 2021      | Adriana Teissier Zavala        | Partido Encuentro Social             |
| LXV | 1 de septiembre de 2021-31 de agosto de 2024      | Juan Luis Carrillo Soberanis   | Partido Verde Ecologista de México   |
| LXVI | 1 de septiembre de 2024-31 de agosto de 2027      | Juan Luis Carrillo Soberanis   | Partido Verde Ecologista de México   |

## Resultados electorales

#### 2021
|  | 47.40 % |

|  | 34.44 % |

|  | 6.32 % |

|  | 3.63 % |

|  | 2.51 % |

|  | 1.50 % |

|  | 4.04 % |

|  | 0.16 % |

|  | 100 % |

#### 2018[5]
|  | 21.74 % |

|  | 17.43 % |

|  | 56.88 % |

|  | 0.09 % |

|  | 3.83 % |

|  | 100.00 % |

### 2015
|  | 09.00 % |

|  | 48.49 % |

|  | 5.34 % |

|  | 2.43 % |

|  | 4.27 % |

|  | 3.44 % |

|  | 13.92 % |

|  | 2.83 % |

|  | 4.01 % |

|  | 0.14 % |

|  | 6.06 % |

|  | 100.00 % |

### 2012
|  | 18.31 % |

|  | 40.44 % |

|  | 35.09 % |

|  | 3.18 % |

|  | 0.08 % |

|  | 2.91 % |

|  | 100.00 % |

### 2009
|  | 29.21 % |

|  | 54.14 % |

|  | 7.27 % |

|  | 2.65 % |

|  | 1.94 % |

|  | 0.53 % |

|  | 0.11 % |

|  | 4.15 % |

|  | 100.00 % |

### 2006
|  | 24.68 % |

|  | 37.66 % |

|  | 31.80 % |

|  | 2.35 % |

|  | 1.46 % |

|  | 1.78 % |

|  | 100.00 % |

### 2003
|  | 24.62 % |

|  | 39.63 % |

|  | 7.62 % |

|  | 1.14 % |

|  | 12.02 % |

|  | 5.80 % |

|  | 1.03 % |

|  | 4.80 % |

|  | 2.52 % |

|  | 100.00 % |